# Élémir Bourges
Pour les articles homonymes, voir Bourges.
Élémir Bourges est un écrivain français, né à Manosque (Alpes-de-Haute-Provence) le 26 mars 1852 et mort à Auteuil (Seine-et-Oise) le 12 novembre 1925.

## Biographie
En 1874, après une brillante scolarité au lycée Thiers de Marseille, Élémir Bourges s'installe à Paris, dans le quartier latin. Il se lie d'amitié avec Paul Bourget, Amédée Pigeon, François Coppée, Henri Signoret, Maurice Bouchor et Barbey d'Aurevilly à qui il fait lire son roman, La Haine de Joël Servais.

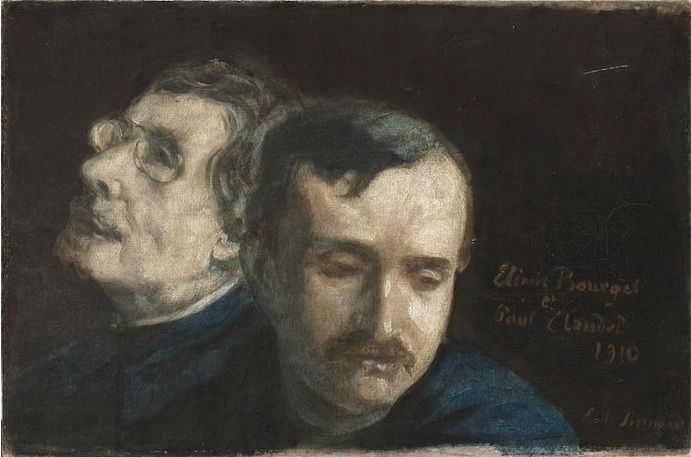
Émile Bernard : Double portrait de Paul Claudel et d'Élémir Bourges (1910, musée d'Orsay).

De 1881 à 1883, il est critique dramatique au Parlement. En 1883, il fonde avec Henri Signoret, la Revue des chefs-d'œuvre (1883-1885), à laquelle collaborent Maurice Bouchor, Amédée Pigeon, Louis Farges et Narcisse Quellien. De 1883 à 1886, il est chroniqueur au Gaulois.  
Le 21 novembre 1883, à Levy Hradec, il épouse Anna Braunerová (1856-1930), sœur de l'artiste tchèque Zdenka Braunerová, avec lesquelles il correspond depuis 1878. 
En 1884, il publie Le Crépuscule des dieux, roman wagnérien, décrivant l'exil et la décadence d'une famille princière. L'œuvre est saluée par les écrivains de la jeune génération symboliste : Jean Lorrain, Maurice Barrès, Paul Margueritte, Édouard Dujardin, Henri de Régnier.
Après la mort de sa mère, en 1886, il s'installe à Samois-sur-Seine, où il mène une vie studieuse et retirée. Il se lie à Mallarmé et au peintre Armand Point, qu'il rencontre en 1890 à Samois et qui  habitera à partir de 1892 à Bourron-Marlotte. Il participe quelque temps à la Rose-Croix esthétique de Peladan. Son roman Les oiseaux s'envolent et les fleurs tombent, publié en 1893, contient quelques thèmes propres à ce courant.
Le 7 avril 1900, Bourges est élu membre de l'Académie Goncourt (neuvième couvert).
Il habita 51 rue du Ranelagh (16e arrondissement de Paris).
Mort en novembre 1925, il est enterré au cimetière du Père-Lachaise (95e division) mais la concession  été reprise le 23 décembre 1982.

## Appréciations
« Élémir Bourges n’est pas un poète ; pourtant c’est tout près des poètes auteurs de romans qu’il faut classer ce romancier; d’abord son esthétique se réclame de celle de Shakespeare et des dramaturges de la pléiade Élisabéthaine, dans l’art violent desquels il voit l’homme à la stature qu’il lui désire, aussi à cause de l’ingénieux décor où il place l’action de ses romans. Les oiseaux s’envolent et les fleurs tombent, son dernier et son plus beau livre, semble, dans une vision moderne et tragique, une transcription grandiose du vieux récit d’Orient, tel le Conte du dormeur éveillé. On aimerait que la production de M. Bourges fût plus touffue pour avoir l’occasion d’en jouir plus souvent, mais il faut s’incliner devant le sérieux et la haute portée de son effort. »

— Gustave Kahn, Symbolistes et décadents

## Œuvres
- Sous la hache (1885) Texte en ligne
- Le Crépuscule des dieux (1884) Texte en ligne
- Les oiseaux s'envolent et les fleurs tombent (1893) Texte en ligne
- La Nef (1904-1922) Texte en ligne
- L'Enfant qui revient, nouvelle (1905)
- Gonzalve, ou l'Auberge pleine, d'après une pièce basque anonyme jouée à Saint-Jean-de-Luz en 1908, notée par Élémir Bourges (1954)
- Amis et Amille, mystère du XIVe siècle traduction par Élémir Bourges (1957)

Gustave Samazeuilh a écrit une étude symphonique d’après La Nef (v. 1905).

## Distinction
- Prix Lasserre (littérature) en 1922[5]

## Odonymie
- Un boulevard de Manosque (sa ville)
- Une rue de Marseille
- Une rue et une impasse de Pierrevert